# Claus Schall

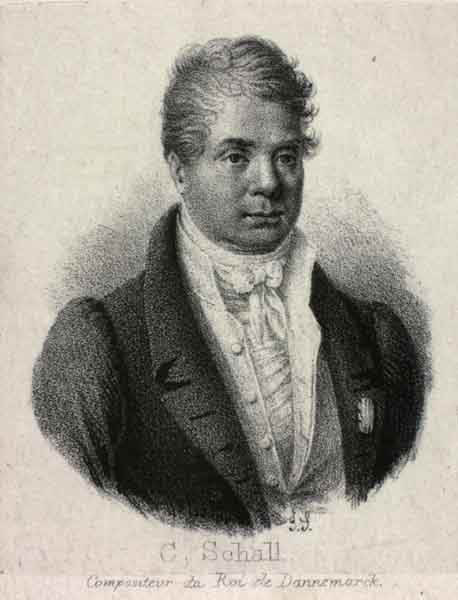
Claus Schall

Claus Nielsen Schall (* 28. April 1757 in Kopenhagen; † 10. August 1835 ebenda) war ein dänischer Komponist.

## Leben
Schall war zunächst Tanzeleve am Königlichen Theater von Kopenhagen, später wurde er dort Violinist, 1776 Repetitor, 1792 Konzertmeister und 1817 Kapellmeister. Unter seiner Leitung fand 1822 die dänische Uraufführung von Carl Maria von Webers Oper Der Freischütz statt. Er komponierte zwanzig Ballette, mehrere Singspiele, Violinkonzerte und Stücke für Violine und Generalbass.
Claus Schall schrieb auch die Musik für das Ballettstück Lagertha (1801, Choreographie von Vincenzo Galeotti), das die Geschichte der nordischen Kriegerin (Schildmaid) Lathgertha behandelt und als Gesamtkunstwerk Lieder, Pantomime, Tanz und Dialoge umfasst. Vorlage waren die Gesta Danorum des Saxo Grammaticus und ein Theaterstück von Christen Pram von 1789. Die Aufführung am Königlichen Theater unter dem Direktor Galeotti war gut besucht.
Sein Bruder Peder Schall wurde als Cellist, Gitarrenvirtuose und Komponist bekannt.